# Ебергард III (герцог Вюртембергу)
Ебергард III Великий (нім. Eberhard III. der Große; 16 грудня 1614 — 2 липня 1674) — 8-й герцог Вюртембергу в 1628—1674 роках. За загальною нумерацією Ебергард VII.

## Життєпис

### Регентство
Походив з Вюртемберзького дому, Штутгартської гілки. Другий син Йоганна Фрідріха, герцога Вюртемберзького, і Барбари Софії Гогенцоллерн. Народився 1614 року в Штутгарті. Його брат Фрідріх помер ще до народження Ебергарда, тому той став спадкоємцем трону.
1628 року після смерті батька став новим герцогом. Втім через молодий вік регентство отримав його стрийко Людвіг-Фрідріх, герцог Вюртемберг-Монбельяр.
Через едикт про реституцію імператора Фердинанда II від 6 березня 1629 року герцогство Вюртемберг втратило близько третини своєї території. 1631 року після смерті Людвіга Фрідріха новими регентами стали мати герцога Вюртембергу та його інший стрийко Юлій Фрідріх, герцог Вюртемберг-Вайльтінген. 1632 року останній за підтримки шведських військ повернув втрачені землі Вюртембергу. Втім згодом вступив у конфлікт з регентшею Ббарбарою Софією, внаслідок чого 1633 року пішов з посади. Невдовзі регентство було зовсім скасовано.

### Правління
Вже 1633 року Ебергард III приєднався до Гейлброннської ліги протестанських держав, яку організувала Швеція. 1634 року війська Вюртембергу брали участь у битві при Нердлінгені, де шведи та їх союзники зазнали поразки від іспано-імператорської армії. Внаслідок цього остання захопила Вюртемберг, а герцог вимушений був тікати до Страсбурга. Тут 1637 року він пошлюбив представницю роду Зальм-Кирбург.
1638 року уклав договір з імператором Фердинандом III щодо повернення йому Вюртембергу в обмін на визнання Едикта про реституцію. Втім невдовзі після повернення до Штутгарту Ебергард III розпочав політику стосовно відновлення влади над монастирською власністю. В подальшому активну участь брав в Вестфальському конгресі 1645—1648 років. За умовами укладеного миру Вюртемберг зберіг усі володіння, що мав на 1618 рік.
У післявоєнний період головною турботою герцога було відновлення господарства держави, яке було знищено, місцевості сплюндровані. Населення внаслідок військових дій, голоду, епідемії бубонної чуми зменшилося з 350 до 120 тис. осіб. Ебергард III для подолання економічних негараздів став впроваджувати політику меркантилізму.
1649 року уклав угоду з братом Фрідріхом, щодо надання тому володінь, які утворили герцогство Вюртемберг-Ноєнштадт. 1651 року домовився з іншим братом — Ульріхом — щодо передачі тому герцогства Вюртемберг-Ноєнбюрг.
1655 року помирає його дружина. Вже 1656 року Ебергард III оженився вдруге. У зовнішній політиці намагався зберігати нейтралітет, не втручаючись в європейські конфлікти. Помер 1674 року від інсульту, був похований в монастирській церкві Штутгарта. Йому спадкував син Вільгельм Людвіг.

## Родина
1. Дружина — Анна Катерина, донька рейнграфа Йоганна Казимира Зальм-Кибурга, генерала Швеції.
Діти:
- Йоганн Фрідріх (1637—1659)
- Людвіг Фрідріх (1638—1639)
- Крістіан Ебергард (1639—1640)
- Ебергард (1640—1641)
- Софія Луїза (1642—1702) —дружина Крістіана Ернста Гогенцоллерна, маркграфа  Бранденбург-Байрейт
- Доротея Амелія (1643—1650)
- Христина Фрідеріка (1644—1674) —дружина князя Альбрехта Ернста I фон Еттінген-Еттінген
- Христина Шарлотта (1645—1699) —дружина Георга Крістіана Кірксена, князя Остфризландського
- Вільгельм Людвіг (1647—1677) —герцог Вюртембергу
- Анна Катерина (1648—1691)
- Карл Христоф (1650)
- Ебергардіна Катерина (1651—1683) —дружина князя Альбрехта Ернста I фон Еттінген-Еттінген
- Фрідріх Карл (1652—1698) —герцог Вюртемберг-Вінненталь
- Карл Максиміліан (1654—1689)

2. Дружина — Марія Доротея Софія, донька князя Йоахіма Ернста Еттінген-Еттінгенського
Діти:
- Георг Фрідріх (1657—1685)
- син (1659)
- Альбрехт Крістіан (1660—1663)
- Людвіг (1661—1698)
- Йоахім Ернст (1662—1663)
- Філіпп Зиґмунд (1663—1669)
- Карл Фердинанд (1667—1668)
- Йоганн Фрідріх (1669—1693)
- Софія Шарлотта (1671—1717) — дружина Йоганна Георга II Веттіна, герцога Саксен-Айзенаського
- Ебергард (1672—1672)
- Емануїл Ебергард (1674—1675)